# Юрій Суворов
Юрій Суворов (29 березня 1991) — білоруський плавець.
Учасник Олімпійських Ігор 2012 року.